# Shuang pi nai

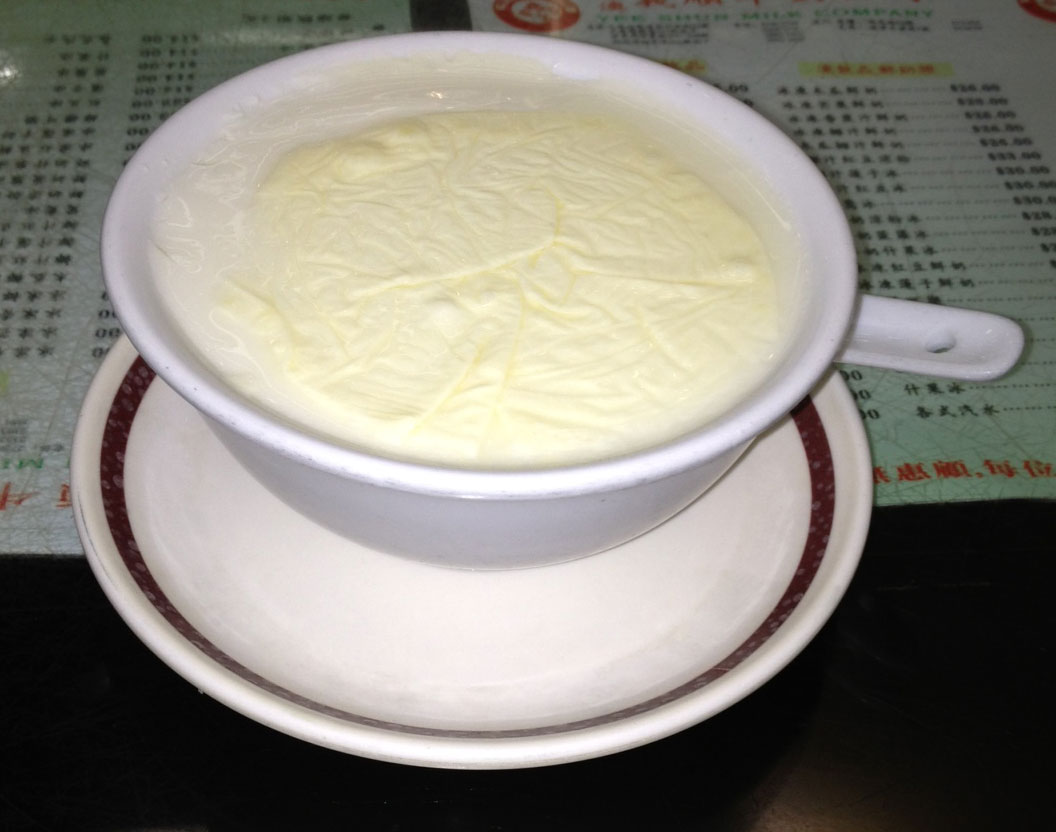
Shuang pi nai.

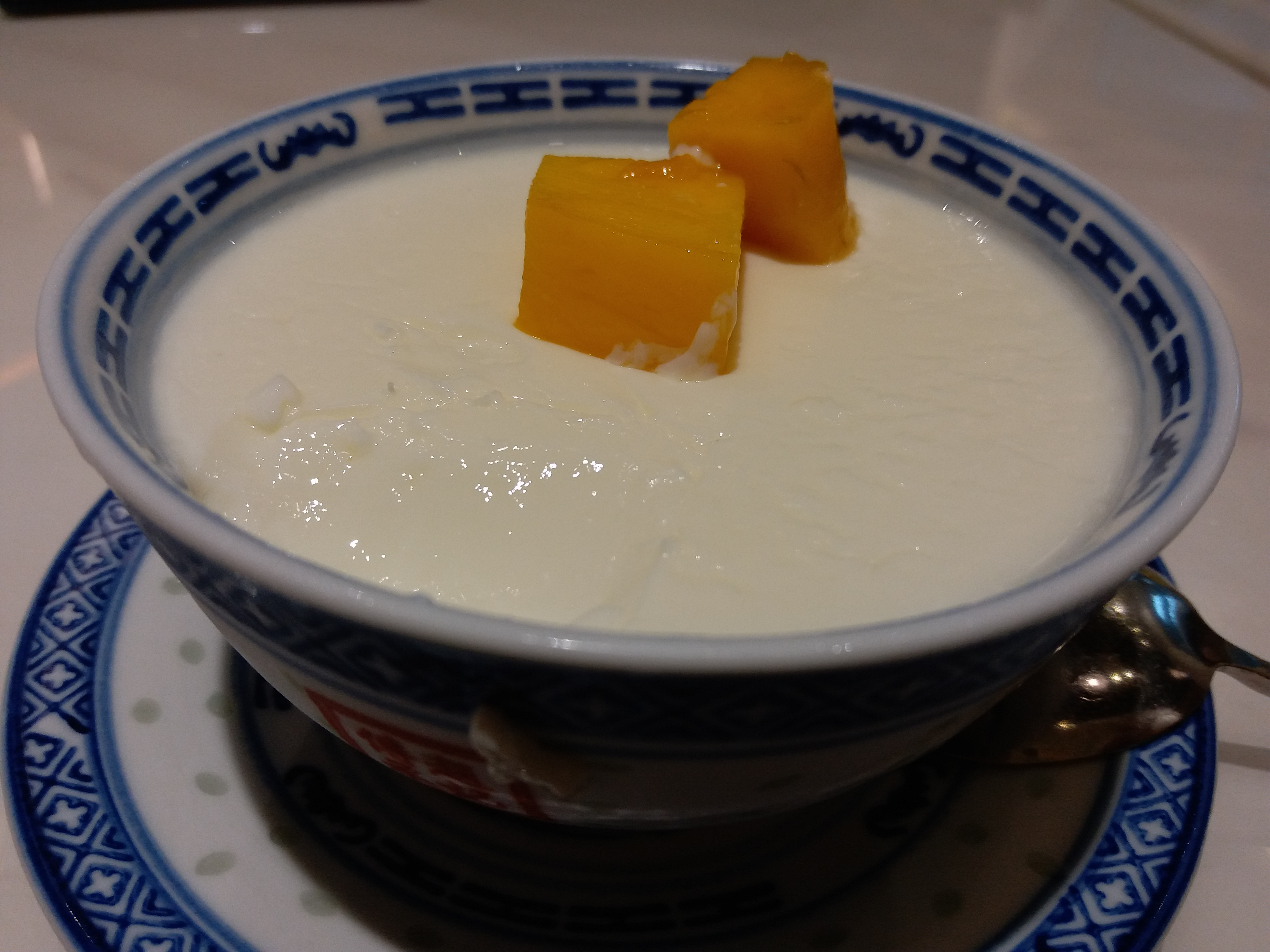
Shuang pi nai con mango.

Lo shuang pi nai (cinese: 雙皮奶; Jyutping: soeng1 pei4 naai5; letteralmente "latte a doppia pellicola") è un dolce cantonese a base di latte, albume e zucchero. È originario di Shunde, Guangdong. Si tratta di una crema di latte liscia e vellutata, che ricorda un po' la panna cotta, con un doppio strato di pellicola: il primo si forma durante il raffreddamento del latte bollito e il secondo durante il raffreddamento della crema cotta. Tradizionalmente si utilizza il latte di bufala; il suo contenuto di grassi più elevato rispetto al latte vaccino conferisce al dolce una consistenza morbida. L'utilizzo del latte di bufalo di palude in Cina è insolito a causa della bassa resa di latte rispetto a quella delle mucche e dei bufali di fiume utilizzati nel resto del mondo. Questo dessert è particolarmente popolare a Shunde, Guangzhou, Shenzhen, Macao e Hong Kong.
Lo shuang pi nai è ricco di proteine, calcio e lattosio.

## Storia
Lo shuang pi nai è originario di Daliang, Shunde, nel Guangdong. Si dice che sia stato creato da tal nonna Dong durante la dinastia Qing a Shunde. A quel tempo non c'era la refrigerazione e la temperatura era sempre alta nel Guangdong. La pastorella nonna Dong trovò difficoltà nel conservare il latte. In un esperimento, lo fece bollire e scoprì che sul latte si era formata una pellicola dopo averlo raffreddato. La pellicola era sorprendentemente deliziosa. Così iniziò a vendere il latte con la pellicola nel suo negozio e i prodotti divennero popolari nel quartiere. Tuttavia, il latte con la pellicola tendeva a fuoriuscire facilmente durante il trasporto. Per risolvere questo problema, nonna Dong aggiunse l'albume al latte, permettendo al latte di cagliarsi dopo la bollitura. Dopo diversi miglioramenti, si sviluppò il moderno shuang pi nai, di cui nonna Dong è accreditata come ideatrice. Al giorno d'oggi, le competenze utilizzate nella produzione dello shuang pi nai sono elencate come parte del patrimonio culturale immateriale di Shunde. Lo stesso shuang pi nai è considerato patrimonio culturale immateriale del Guangdong dal 2018.
Lo shuang pi nai è rimasto popolare nonostante il mercato competitivo per gli alimenti tradizionali in Cina. Il tradizionale shuang pi nai è stato combinato con le nuove tendenze alimentari, mantenendo la sua essenza tradizionale.

## Nella cultura di massa
Lo shuang pi nai è stato incluso nel secondo episodio della serie TV del 2016 A Bite of Shunde. La serie è stata girata dal team di regia di A Bite of China e registra episodi su numerosi piatti famosi a Shunde. Nel secondo episodio di A Bite of Shunde, nel frame 00:07:00-00:08:11, il documentario rivela le ricette e il processo di cottura di questo dolce, e gli conferisce il titolo di "Orgoglio di Shunde".

## Sviluppo e eredità

### Shuang pi nai e tè con latte
Nel marzo 2022, l'erede di quarta generazione di Minxin, Zhanzhong Liang, ha lanciato una nuova versione dello shuang pi nai, denominata "Double Skin Milk Milk Tea", con il suo marchio Milk Forest. Il Chief Brand Officer di Foshan Minxin Catering Service Co., LTD, Shuyun Deng, ha affermato che il prodotto doveva attirare le generazioni più giovani. Il Double Skin Milk Milk Tea di Liang combinava il tè con latte con lo shuang pi nei. Recentemente, il gusto di mango pomelo sago, il gusto di fagioli rossi matcha e il gusto di bolle di zucchero di canna sono i gusti più popolari nei negozi, con più di 300 bottiglie vendute al giorno.

### Shuang pi nai e KFC
Nel novembre 2021, KFC e il brand cinese Taotaoju hanno lanciato il K Double Skin Milk.

### Eredità dello shuang pi nai
Un'attività per gli studenti della scuola primaria per apprendere le competenze del patrimonio culturale immateriale nella base ereditaria del patrimonio culturale immateriale di Guangzhou, Accademia Jiucheng, sotto la guida dell'erede di terza generazione di He Thirteen Double Skin Milk, He Zhilian, introduce il significato dietro il nome dello shuang pi nai e presenta nell'attività le competenze per produrre questo dolce. Studenti e insegnanti potranno imparare e cucinare da soli il dolce durante l'evento.
Una serie di brevi video, Little Cantonese Chef, viene lanciata dal Dipartimento delle risorse umane e della previdenza sociale della provincia del Guangdong in collaborazione con lo Shunde Vocational and Technical College, il Guangdong Light Industry Technician College e la Guangdong Culinary Technical School durante la Giornata internazionale dei bambini. Il primo episodio della serie, The Capital of World Cuisine-Shunde, mostra agli studenti come produrre uno shuang pi nai.

### Museo dello shuang pi nai
Minxin nel 1930 fonda il Museo dello Shuang Pi Nai all'1 di Huagaili Street a Daliang, Shunde. Questo museo prevede un format di ristorazione esperienziale, che consente ai visitatori di sperimentare il processo di produzione dello shuang pi nai mentre gustano questo dolce.

### Polvere di shuang pi nai
Lo shuang pi nai fatto in casa ha lasciato il posto alle polveri confezionate che si possono trovare nei supermercati.
Esistono metodi di cottura creativi dello shuang pi nai che ne aumentano la diversità del sapore. Alla gente piace aggiungere guarnizioni diverse al prodotto finale, ad esempio ormosia dolce, budino di tapioca, miele frutta come il mango e così via.